# Bathyagonus alascanus
Bathyagonus alascanus és una espècie de peix pertanyent a la família dels agònids.

## Descripció
- Fa 13 cm de llargària màxima.
- Aleta caudal arrodonida.[6][7]

## Depredadors
A Alaska és depredat per Gadus macrocephalus.

## Hàbitat
És un peix marí, demersal i de clima temperat (62°N-42°N, 178°W-120°W) que viu entre 18 i 252 m de fondària.

## Distribució geogràfica
Es troba al Pacífic oriental: des de les costes del mar de Bering a Alaska fins a la frontera entre Oregon i Califòrnia (els Estats Units).

## Observacions
És inofensiu per als humans.